# Phalops boschas
Phalops boschas är en skalbaggsart som beskrevs av Johann Christoph Friedrich Klug 1855. Phalops boschas ingår i släktet Phalops och familjen bladhorningar. Inga underarter finns listade i Catalogue of Life.